# Bouïba inférieure
La Bouïba Inférieure (en russe : Нижняя Буйба, Nijniaïa Bouïba) est une rivière russe, un affluent droit de la rivière Ous, qui traverse le territoire du raïon de Iermakovskoïe, dans le kraï de Krasnoïarsk. La longueur de la rivière est de 32 km  .

## Description
La Bouïba Inférieure commence à une altitude de 1631 m au dessus du niveau de la mer, au lac Karovoïe, coulant d'un lac de montagne sur les pentes de la crête de l'Ergaki . De sa source jusqu'à atteindre la R257, elle coule dans un axe sud-ouest puis sud-est. Elle se jette dans la rivière Ous juste après le pont à une altitude de 932 mètres.

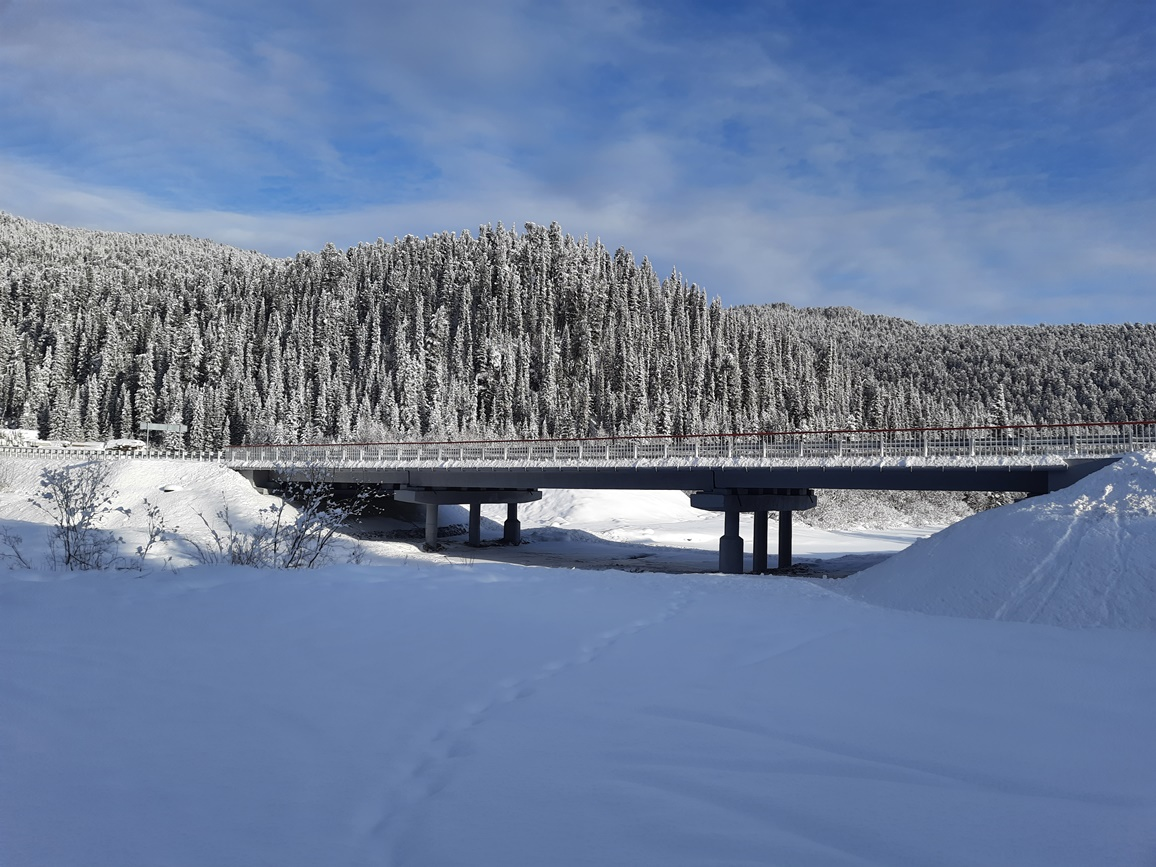
Pont de la R257 sur la rivière.

Ses principaux affluents sont le Gorny (rg), le Baklanikha (rd), le Touchkantchik (rg), le Sakharny Klioutch (rg), la Poganka (rg) et le Podiomny (rg).
Les rives sont peuplées par des forêts de sapins de Sibérie et de pins de Sibérie. Une partie de son tracé fait partie du parc naturel Ergaki.

## Données du registre de l'eau
Selon le registre national des eaux de Russie, il appartient à la zone du bassin du Ienisseï, dans le sous-bassin fluvial du fleuve Ienniseï entre le confluent du Grand et du Petit Ienisseï et le confluent de l'Angara.
Le code d'objet dans le registre national de l'eau est 17010300112116100010723 .